# Peter Guidi
Peter Guidi (* 14. September 1949 in Glasgow als Piero Francesco Guidi; † 17. April 2018 in Amsterdam) war ein britisch-italienischer Jazzmusiker (Alt- und Sopransaxophon, Flöte, Alt- und Bassflöte), der insbesondere als Gründer und Leiter niederländischer Bigbands wirkte, die der Ausbildung von Jugendlichen dienten.

## Leben und Wirken
Guidi, der als Sohn italienischer Eltern auf den Kanalinsel Jersey aufwuchs, ist als Musiker Autodidakt. Er begann in Italien eine Karriere als Musiker; dort spielte er in den Gruppen von Tullio De Piscopo und Guido Manusardi und trat bei Umbria Jazz, Pescara Jazz, aber auch dem Jazz Jamboree auf. Zudem gehörte er zu den Bands von René van Helsdingen. Mitte der 1980er Jahre ließ er sich in Amsterdam nieder. Er verfolgte eine Karriere als Flötist und trat auf Festivals wie dem North Sea Jazz Festival mit seinem Quartett auf. 1988 gründete er die Jazzabteilung an der Muziekschool Amsterdam, die er leitete. In Bands wie den Jazz Kidz, Jazz Juniors, Jazz Generation, Jazz Focus Big Band und der Jazz Mania Big Band brachte er Kinder und Jugendlichen den Jazz nahe. Weiterhin gründete er das Junior Jazz College als gemeinsame Institution der Muziekschool Amsterdam mit dem Conservatorium van Amsterdam. 2008 gehörte er zu den Gründern des Nationalen Jugendjazzorchesters der Niederlande (NJJO). Guidi starb nach kurzer Krankheit an den Folgen der Creutzfeldt-Jakob-Krankheit.

## Preise und Auszeichnungen
Die von Guidi gegründeten Bands haben insgesamt 84 Auszeichnungen seit 1988 gewonnen. Er erhielt 2004 den Holland Jazz Feel Good Award für seine Förderung der Jazzmusik in den Niederlanden. 2010 wurde er für seine jazzerzieherische Arbeit in den Niederlanden mit dem Orden von Oranien-Nassau in der Ritterklasse ausgezeichnet.

## Diskographische Hinweise
- A Weaver of Dreams – 1993 (Timeless CD SJP 401)
- Forbidden Flute – 1999 (BMCD 309 d)[4]
- Beautiful Friendship – 2000 (Timeless CD SJP 352)
- Jazzmania Big Band New Impressions – 2002(BMCD 378)
- Jazzmania Big Band Further Impressions – 2004(BMC 458)
- Jazz Focus Big Band Focused – 2007(JF007-01)

## Schriften
- Peter Guidi: The Jazz Flute: A Comprehensive Jazz Improvisation Method for the Flute. Molenaar Edition, 1999.[5]